# KAS 오이펜
KAS 오이펜(K.A.S. Eupen)는 벨기에 오이펜을 연고로 하는 축구팀이다. 이 팀은 1945년에 창단되었으며, 현재 벨기에 챌린저 프로리그에 참가하고 있다.

## 선수 명단

### 현역
참고: FIFA 자격 규정에 따라 소속된 국가대표팀 국기를 표시합니다. 선수는 복수의 FIFA 비회원국 국적을 가지고 있을 수 있습니다.
| 번호 | 포지션 | 국적   | 이름               |
| ---- | ------ | ------ | ------------------ |
| 8    | MF     |        | 케빈 뫼흐발드      |
| 26   | MF     | 세네갈 | 파페 니앙          |
| 33   | GK     | 가나   | 압둘 마나프 누루딘 |

| 번호 | 포지션 | 국적 | 이름 |
| ---- | ------ | ---- | ---- |

## 역대 감독
| 감독            | 임기        |
| --------------- | ----------- |
| 클로드 마켈렐레 | 2017 ~ 2019 |